# Helminthotheca glomerata
Helminthotheca glomerata là một loài thực vật có hoa trong họ Cúc. Loài này được (Pomel) Greuter mô tả khoa học đầu tiên năm 2003.